# Vật phẩm
Về hàng hóa nói chung (hữu hình và vô hình) xem Hàng hóa

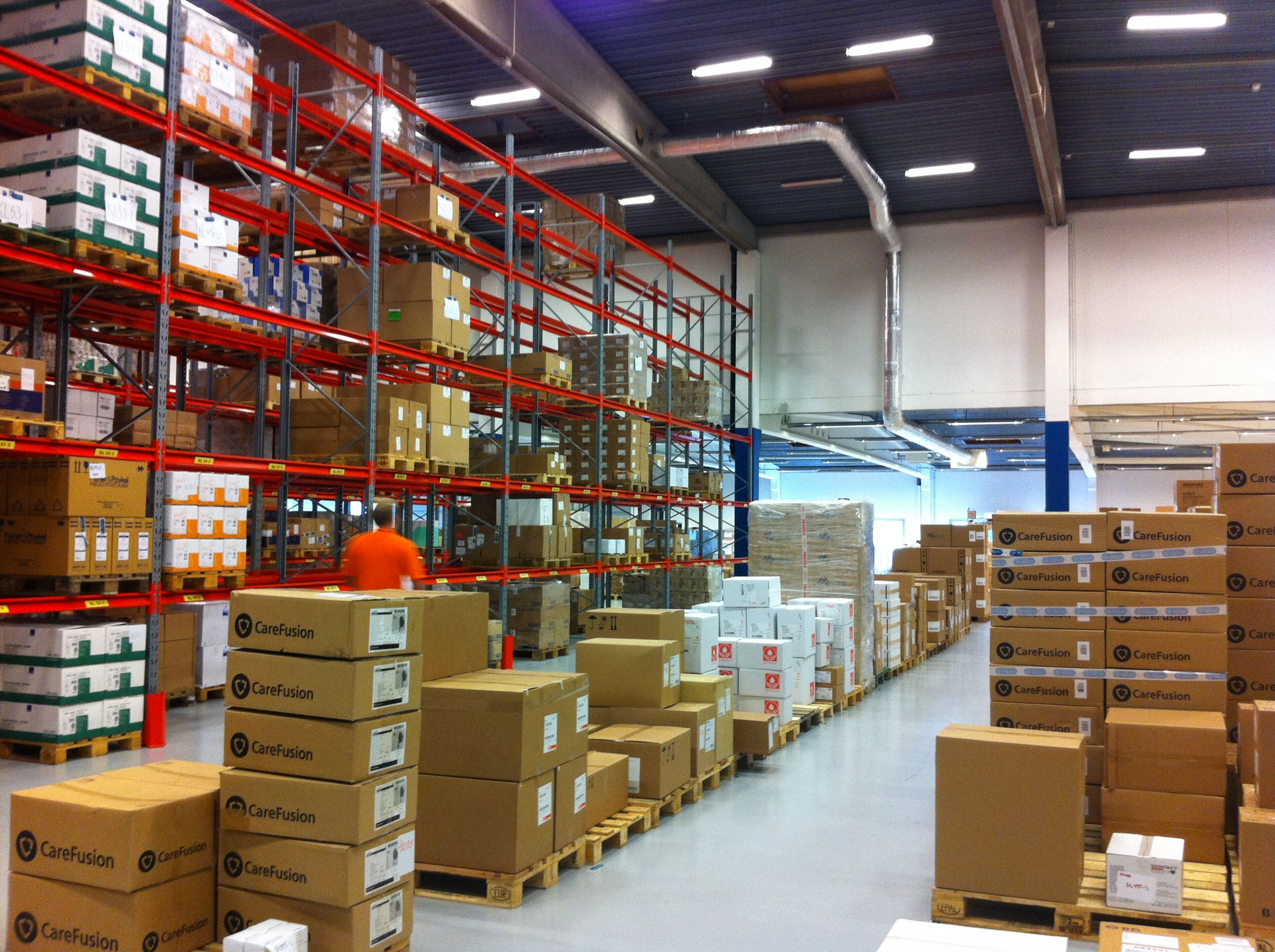

Trong kinh tế học, vật phẩm (hay phẩm vật hay sản vật hay đồ vật) là những thứ vật chất làm thỏa mãn mong muốn của con người và mang tính hữu dụng và hữu hình, ví dụ một khách hàng thực hiện một giao dịch cho một sản phẩm họ hài lòng. Có sự phân biệt thường thấy giữa vật phẩm là những tài sản hữu hình, và dịch vụ vô hình (phi vật thể). Vật phẩm ở góc độ sản phẩm thì nó là hàng hóa, nếu thuộc về ai đó (quyền sở hữu) thì được gọi là tài sản, còn nếu ở dạng vật chất tự nhiên thì gọi đó là vật, vật thể, vạn vật.